# Sackeus var en publikan
Sackeus var en publikan är en psalm, med text skriven 1958 av Britt G. Hallqvist. Musiken är skriven 1958 av Torsten Sörenson.

## Publicerad i
- 1986 års psalmbok som nr 614 under rubriken "Barn och familj".
- Psalmer och Sånger 1987 som nr 590 under rubriken "Att leva av tro - Kallelse".[1]